# Río Tieté
El río Tieté (en portugués: rio Tietê, anteriormente llamado por los guaraníes: Añembý) es un río brasileño del Estado de São Paulo, conocido por atravesar la megalópolis de São Paulo. El río Tieté es un afluente del río Paraná.
Nace en Salesópolis, en la sierra de Mar, a 1120 metros de altitud. A pesar de estar a poco más de 22 km del litoral, la escarpada sierra de Mar le obliga a discurrir en sentido inverso, rumbo al interior del Estado de São Paulo, hasta desembocar en el lago formado por la represa de Jupiá y el río Paraná, a 50 kilómetros de la presa de la ciudad de Pereira Barreto.
Sus principales afluentes son los ríos Piracicaba (250 km), Sorocaba (227 km), Capivari, Jundiaí (123 km) y Pinheiros (25 km).

## Reversión del río Tieté hacia el Atlántico
En la parte alta de la cuenca del río Tieté, en el interior de la ciudad de São Paulo, el río es revertido a través del río Pinheiros, mediante la estación de bombeo de Traição, y luego en la estación de bombeo Billings, hacia el embalse de esta misma presa. Desde allí el agua es turbinada aprovechando un desnivel de aproximadamente 780 m, hacia la costa atlántica, produciéndose la descarga en las proximidades de la ciudad de Cubatão. Este sistema permite, mediante el bombeo de menos de 100 m de desnivel, rendir disponible el volumen de agua bombeado para generar energía eléctrica con un desnivel mucho mayor, es decir con un balance energético positivo, aunque la operación tiene serios inconvenientes desde el punto de vista ambiental.

## Contaminación
Pese a su importante caudal, el río Tieté desde inicios del siglo XX y potenciadamente desde la segunda mitad de ese siglo hasta la actualidad del presente siglo XXI se encuentra muy gravemente polucionado o contaminado, en particular en su paso por la megalópolis de São Paulo, aunque se vaya limpiando hasta su desembocadura en el río Paraná al cual vierte sus aguas.